# Facultatea de Drept a Universității din București
Facultatea de Drept este una dintre cele mai vechi facultăți ale Universității București, amplasată în Palatul Facultății de Drept.

## Istoric
Facultatea de Drept este una dintre cele mai vechi facultăți ale Universității din București, avînd o bogată tradiție în cadrul învățămîntului juridic românesc.
În anul 1832, în urma reformei școlare a lui Petrache Poenaru, la Colegiul Național Sf. Sava sunt create cursuri superioare juridice și științifice.
La 17 octombrie 1850 ia ființă Facultatea de Drept, în cadrul grupului de studii de la Colegiul național Sf. Sava, prima promoție de juriști fiind consemnată în anul 1854. La 25 noiembrie 1859, prin decret princiar, Facultatea de Drept devine instituție independentă, primul său decan fiind Constantin Bosianu. La 4/16 iulie 1864, prin Decretul nr. 765, Domnitorul Alexandru Ioan Cuza aprobă înființarea Universității din București, prin reunirea celor trei facultăți existente: Facultatea de Drept, Facultatea de Științe și Facultatea de Litere și Filozofie. 
Facultatea de Drept a avut la începuturile ei 9 catedre, 9 profesori și 30 de studenți.
La 13 august 1866 – cursurile urmate în Facultate erau: drept roman, drept civil roman, procedura dreptului civil, drept penal și procedura dreptului penal, drept constituțional, drept administrativ și economie politică. Durata studiilor era de 4 ani. 
În anul 1908 a fost decernat primul titlu de doctor în drept. Între anii 1921-1933, conform statisticilor vremii, 43,1% din studenții României Mari erau înscriși la Facultatea de Drept, în statistică fiind incluși studenții de la toate universitățile existente în România. Pentru instruirea unui număr așa de mare de studenți, la Facultatea de Drept din București s-a urmărit crearea unei baze materiale deosebite. Între anii 1934-1936, cu fondurile colectate la inițiativa decanului Nicolae Basilescu și cu subvenții din partea regelui Carol al II-lea și a ministerului de resort, s-a construit, după proiectele marelui arhitect Petre Antonescu, sediul actual, Palatul Facultății de Drept. Acest lucru nu ar fi fost posibil fără strădania profesorilor, a absolvenților și a studenților acestei facultăți, constatare ce se regăsește și pe frontispiciul Aulei clădirii. 
Din anul 1962, Facultatea de Drept a organizat cursuri postuniversitare în scopul perfecționării juriștilor din aparatul de stat, administrație și economie, cursuri care se organizează, pe alte baze, și în prezent. Din anul 1975, în spiritul specific acelei epoci, de unificare a activității de învățământ superior cu activitatea de cercetare științifică, decanul Facultății de Drept a început să asigure și conducerea Institutului de Cercetări Juridice al Academiei Române, înființat în anul 1954, coordonare care s-a menținut până la începutul anului 1990. 
În perioada 1968-1989, în cadrul Facultății de Drept au funcționat două secții: drept și drept economic-administrativ, cu un număr aproximativ de 120 studenți la prima secție și 30 la cea de-a doua, la cursuri de zi. 
Din anul 1990, Facultatea de Drept și-a amplificat prestigiul de care se bucură. Numărul de studenți a crescut considerabil, iar cursurile sunt organizate în cadrul unui profil unic - Științe juridice, cu o unică specializare - Drept, 4 ani la cursuri de zi și 5 ani la cursuri cu frecvență redusă. Începând cu anul universitar 2004-2005 se organizează cursuri în sistemul de învățământ la distanță, renunțându-se la forma de învățământ cu frecvență redusă.

## Studii
Domenii de licență: Drept.
Specializări: Drept (ZI, ID).
Număr de cadre didactice titulare : 83
Număr de studenți: 2739
Număr de masteranzi : 183
Număr de doctoranzi : 162
Posibilități de încadrare:
•	Magistratură – judecători sau procurori;
•	Avocatură;
•	Notariat;
•	Consilieri juridici;
•	Consilieri pentru afaceri europene;
•	Consilieri în cadrul serviciului de probațiune;
•	Notari;
•	Profesori și/sau cercetători în cadrul învățământului universitar.
Absolvenții Facultății de Drept vor putea lucra în domeniul juridic ca judecători, procurori, avocați, magistrați, criminaliști, grefieri, executori judecătorești etc., în domeniul economico-financiar, în relațiile internaționale, în domeniul administrativ, în domeniul diplomatic, în cadrul instituțiilor Uniunii Europene, în învățămînt etc.
Mari personalități care au predat sau care s-au format aici : Gh. Costaforu, Constantin Bozianu, Vasile Boerescu, Nicolae Titulescu. 

## Catedre
- Catedra de Drept Penal
- Catedra de Drept Privat
- Catedra de Drept Public
- Catedra de Științe Economice

## Măsuri radicale
După ce ministrul educației Mircea Dumitru a semnat în 2017 un ordin ce stabilește că diploma de licență se poate obține după una sau două probe, la alegerea facultăților, cu aprobarea Senatului, Facultatea de Drept a Universității din București a renunțat la lucrările de licență realizate pentru absolvirea studiilor, deoarece controlul antiplagiat este prea scump, softurile și bazele de date având prețuri de zeci de mii de dolari. În plus, acestea nu garantează că filtrează 100% eventualele fraude.